# Sahaja Yoga
A Sahaja Yoga é um método para obter a auto-realização. Ela realiza, espontaneamente, a união interior da nossa consciência com o nosso Ser Interior, que é a dimensão Divina dentro de cada um de nós. Foi fundado por Shri Mataji Nirmala Devi.
A Sahaja Yoga atua no sistema sutil dentro do sistema nervoso central. Esse sistema interior registra a totalidade da experiência humana. É a integração das atividades físicas, emocionais, mentais e espirituais. A Sahaja Yoga tem como principal foco as vibrações,vale dizer, a energia espiritual primordial que controla o estado de movimento de cada célula viva. Você vai aprender como absorver essas vibrações e entender o que elas significam. Essas vibrações são conhecidas como o vento do Espírito Santo e são chamadas de Chaitanya, em sânscrito.
A Sahaja Yoga começa com um acontecimento catalisador: o "despertar" de um poder espiritual adormecido e enrolado em nosso osso sacro, o qual se localiza na base da medula espinhal. Esse poder adormecido é chamado de Kundalini, em sânscrito. A função da Kundalini é conceder-nos essa consciência maior do ser interior e manter o nosso sistema limpo e em perfeito funcionamento. A sua natureza é de uma mãe ideal e nós somos as suas únicas crianças, sendo que Ela nos ama incondicionalmente, cuida de nós 24 horas por dia, é gentil, sutil e sensível. Além disso, ela é infalível na sua eficiência. 